# Comenio
Giovanni Amos Comenio (in latino Iohannes Amos Comenius; in ceco Jan Amos Komenský; in ungherese János Comenius-Szeges; Nivnice, 28 marzo 1592 – Amsterdam, 15 novembre 1670) è stato un teologo, pedagogista, filosofo, drammaturgo, scrittore, educatore, insegnante, linguista e pacifista ceco.
Fu uno dei pastori protestanti più colti e importanti dell'Unione dei Fratelli Boemi.
La sua fama e le sue dottrine sono dovute non solo alla vita da rifugiato religioso e alla difesa dell'istruzione pubblica e della scuola materna paritaria, ma anche alla sua enorme conoscenza e alle sue innovazioni letterarie. Pensatore tra i più importanti del Seicento, viene considerato il padre dell'educazione moderna.

## Biografia

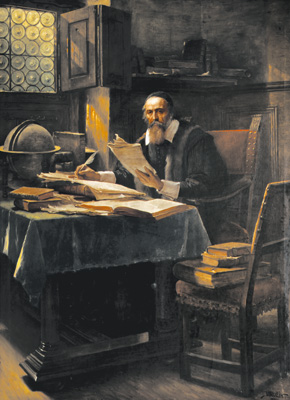
Comenio immaginato nel suo studio di Amsterdam in un dipinto di Václav Brožík, 1891

Comenio nacque in Moravia nel 1592, nel villaggio di Nivnice (nell'odierna Repubblica Ceca), nella regione della Slovacchia morava. Alla morte dei genitori (1604) venne affidato a una zia. Originario di una famiglia appartenente all'Unione dei Fratelli Boemi. Nel 1608 cominciò a frequentare la scuola latina a Přerov per poi trasferirsi in Germania, ad Heidelberg. Già durante gli anni della scuola iniziò a scrivere due grandi opere che tuttavia non portò a termine: una di esse era Il tesoro della lingua ceca, concepito come un grande dizionario.
Finita la scuola, fra il 1614 e il 1616 fu direttore della scuola latina di Přerov. Nel 1616 divenne pastore della comunità hussita dell'Unione dei Fratelli Boemi. Dopo la Battaglia della Montagna Bianca (1620) e la conseguente fine della libertà protestante, Comenio fu costretto all'esilio. Dapprima si recò in Polonia, dove proseguì la sua attività di predicatore e fu nominato vescovo dell'Unione. In Polonia continuò anche la sua attività di direttore di scuola, approfondendo il suo interesse per la pedagogia: è proprio in questo periodo che scrive gran parte delle sue opere pedagogiche. Le opere e il nome di Comenio cominciarono a diffondersi nell'Europa protestante e il pensatore venne invitato in vari paesi a tenere conferenze ed esporre le sue idee pedagogiche. Nell'ambito della sua opera di diffusione dell'educazione, trascorse un certo periodo in Inghilterra e, successivamente, in Svezia dove scrisse un importante saggio sull'apprendimento delle lingue straniere. Dal 1650 vive in Ungheria, insegna nel Collegio Calvinista di Sárospatak, dove scrive varie opere, tra cui il famoso e per secoli utilizzato Orbis sensualium pictus (1653) che illustra con suoi disegni. Nel 1654 ritorna in Polonia, poi si trasferisce ad Amburgo, in Germania.
Oltre all'esilio forzato, durante questi anni la vita di Comenio venne sconvolta da tragici avvenimenti: la morte della moglie e dei due figli di peste; nel 1656, durante un incendio, perse tutto il suo patrimonio nonché il manoscritto del grande dizionario ceco-latino su cui lavorava da moltissimi anni. Distrutto da quest'ultimo evento drammatico, Comenio si trasferì ad Amsterdam su invito di un amico. Nei Paesi Bassi Comenio pubblicò un insieme di 43 opere con il titolo Opera Didactica Omnia. Morì ad Amsterdam il 15 novembre del 1670.

## Insegnamento

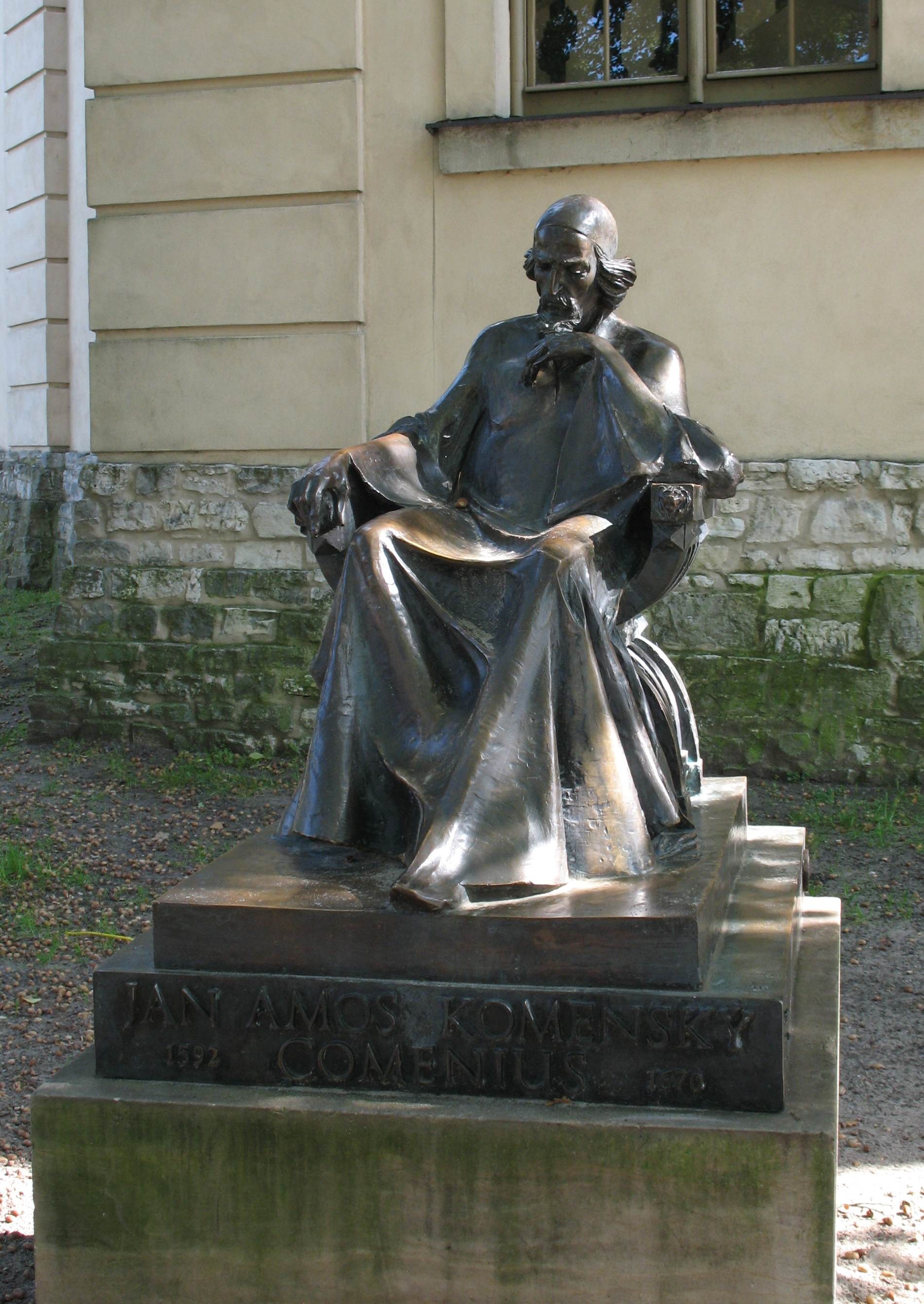
Statua memoriale di Comenio a Potsdam-Babelsberg, Germania

Egli sosteneva che il fine dell'educazione fosse la formazione dell'uomo sia nella vita spirituale che in quella civile.
Diceva infatti che "educare è vivere", che prima di agire bisogna imparare e che per educare bisogna avere una chiara visione degli scopi da perseguire e del metodo con cui l'insegnamento dev'essere impartito. L'ideale pansofico (insegnare tutto a tutti interamente, in latino omnes, omnia, omnino) di Comenio esprime la necessità che l'istruzione sia estesa a tutte le classi sociali, senza però sovraccaricare la mente, ma stimolandola alla "ricerca del sapere lungo tutta la vita" (oggi si direbbe al lifelong learning). Dall'istruzione non devono essere esclusi non solo le donne, ma neppure i portatori di handicap; anche questi ultimi, infatti, hanno un'anima che deve essere fatta progredire attraverso l'apprendimento.
Secondo Comenio, l'uomo deve indagare la natura e apprendere da lei; come gli esseri della natura sono adeguati in ogni fase del loro sviluppo, così dev'essere l'uomo, perfetto e completo in ogni momento della sua crescita, fisica e spirituale. Il sapere deve essere via via approfondito col maturarsi delle facoltà e col procedere verso la vita adulta. Comenio divide perciò il corso degli studi in 4 cicli, ognuno dei quali è una ripresa e approfondimento di ciò che è stato trattato nei cicli precedenti, secondo un andamento "a spirale" della didattica. In ordine: scuola del grembo, scuola di lingua nazionale, scuola di latino, accademia. Comenio non prevede per i bimbi prima dei 3 anni una scuola particolare, attribuendo ai genitori la funzione di avviare i piccoli ai primi rudimenti del sapere.
La scuola comeniana è estesa a tutti ed è scuola formativa ed informativa, in cui i fanciulli apprendono a leggere e scrivere, con la base della lingua nazionale e con un linguaggio corretto, approfondendo via via i saperi di base acquisiti nei cicli precedenti. Argomento preoccupante è il numero di insegnanti a disposizione, pochi in rapporto agli alunni, quindi tante volte un solo maestro deve bastare anche per 100 alunni; il maestro è tutto: parla, mostra oggetti, guida.
Comenio dà molta importanza allo studio delle lingue, in modo da fornire così al fanciullo un corredo di parole adatto alle cose.
Al suo nome è stato dedicato uno dei quattro programmi settoriali del Programma di Apprendimento Permanente dell'Unione europea per sostenere l'istruzione e la formazione permanente. Il progetto Comenius è a supporto delle azioni per la scuola, da quella dell'infanzia a quella secondaria di secondo grado o equivalente.

## Opere

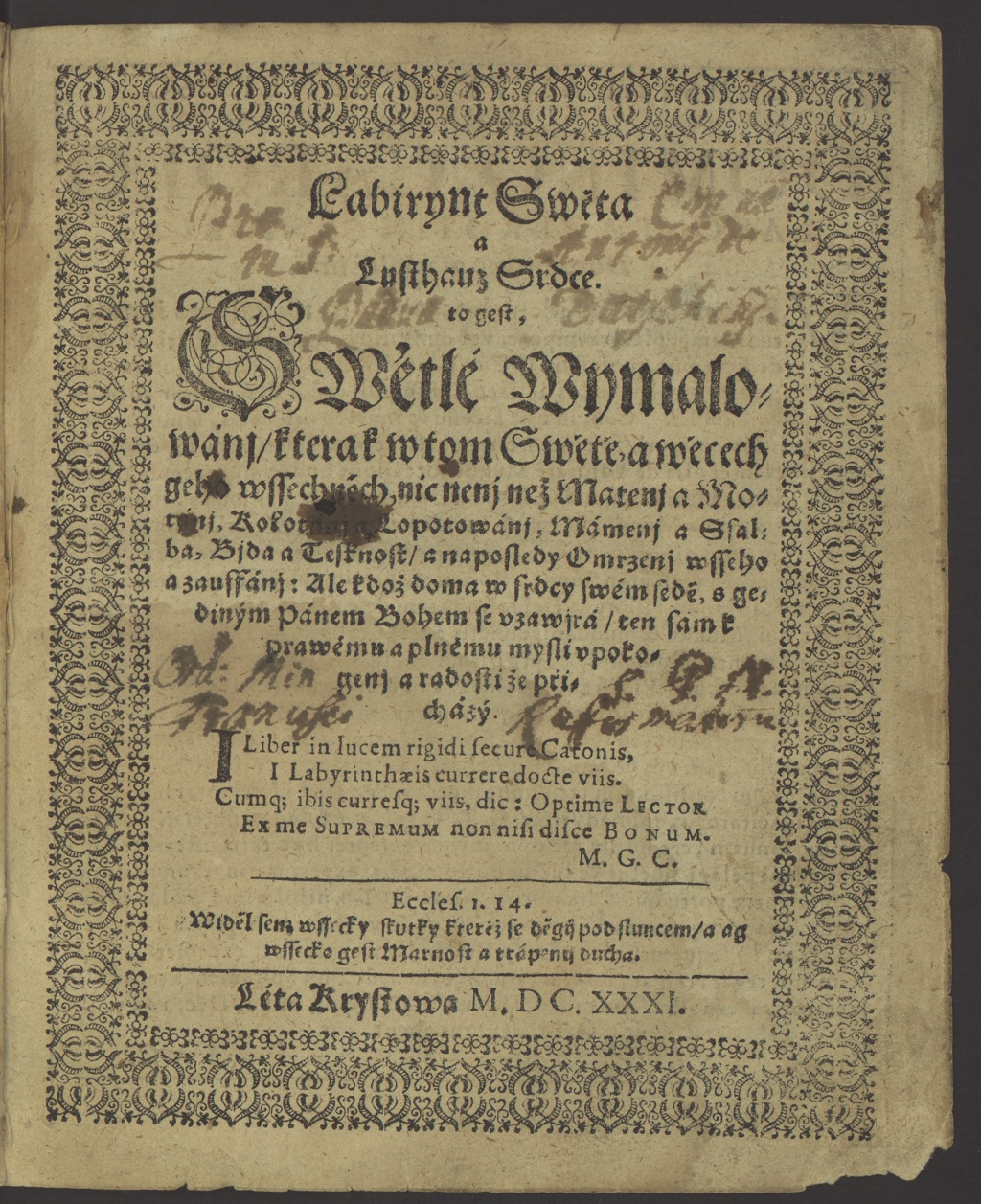
Pagina de Il Labirinto del Mondo e il Paradiso del Cuore (1631)

Orbis pictus fu l'opera più conosciuta di Comenio, il primo libro illustrato per l'infanzia con immagini ed espressioni verbali. Con lo stesso criterio fu scritta un'opera in latino, la Janua Linguarum, per aiutare gli allievi a stabilire un rapporto tra lingua nazionale ed espressioni latine. Comenio afferma che il rinnovamento dell'educazione non giungerà mai a compimento e non dovrà mai essere interrotto.
Tre opere principali riassumono la sua vasta attività, e sono:
- Janua linguarum reserata
- Orbis sensualium pictus
- Didactica Magna

Nella Janua linguarum reserata ("La porta delle lingue aperta") Comenio mette a confronto la lingua nazionale con il latino.
L'Orbis sensualium pictus ("Mondo illustrato") è il primo libro illustrato per l'infanzia.
Nella Didactica magna ("Grande didattica") sono concepiti ed esposti i principi essenziali della pedagogia moderna in tutta la loro chiarezza ed estensione.
Labyrint světa a ráj srdce ("Il Labirinto del Mondo e il Paradiso del Cuore"), scritto in lingua boema nel corso di quasi un quarantennio, non può essere definita un'autobiografia, ma rappresenta sicuramente la via migliore per conoscere la sua straordinaria figura di intellettuale perseguitato ed esiliato all'epoca delle guerre di religione in Europa.

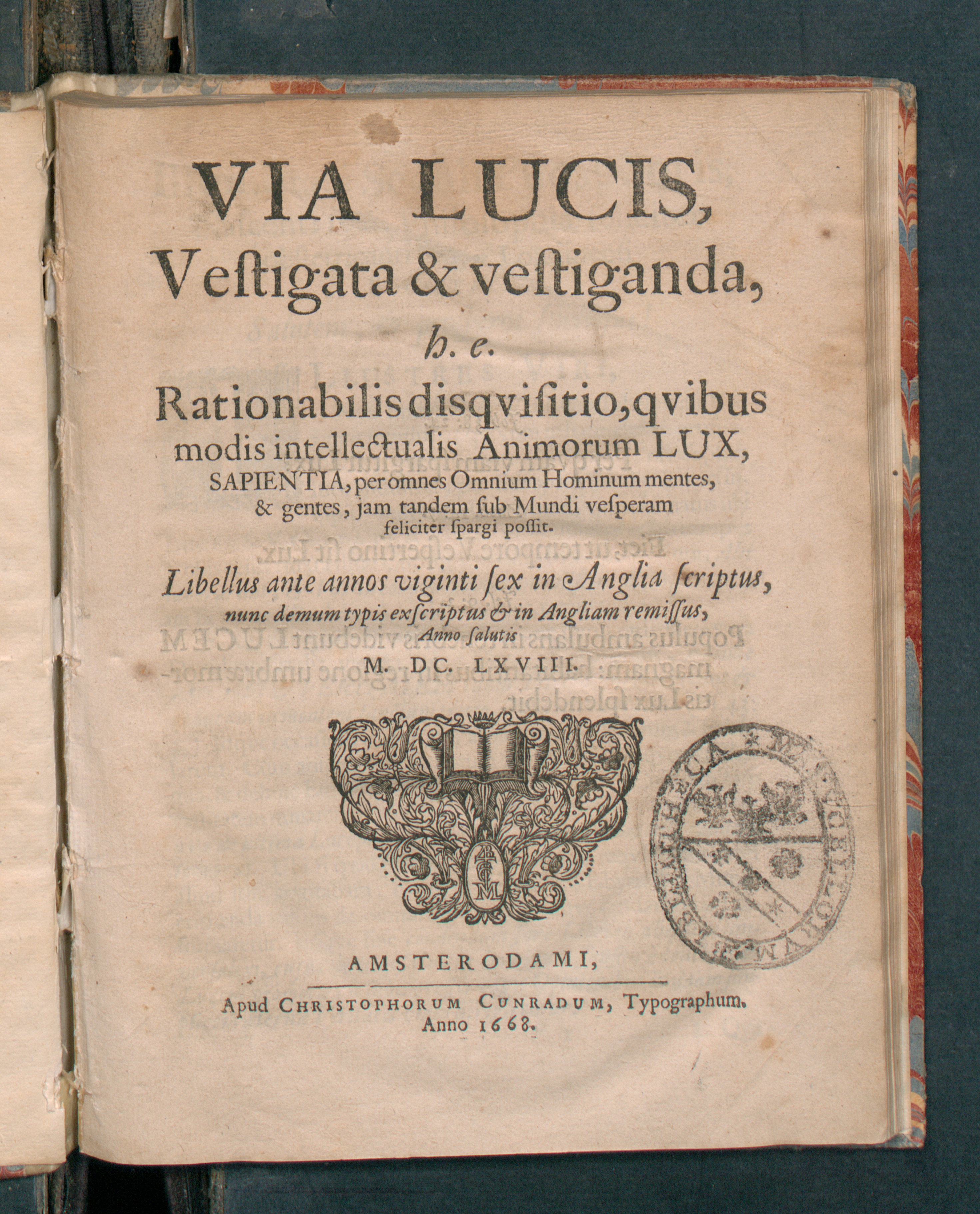
Via Lucis, 1668. da BEIC, biblioteca digitale

### Opere composte in lingua latina
- Linguae Bohemicae thesaurus [Tesoro della lingua boema], 1612–1656
- Problemata haec miscellanea [Problemi vari], 1612
- Sylloge quaestionum controversarum [Una raccolta di domande controverse], 1613
- Grammaticae facilioris praecepta [Regole grammaticali facili], 1614–1616
- Theatrum universitatis rerum [Teatro del mondo], 1616–1627
- Centrum securitatis [Centro di sicurezza], 1625
- Moraviae nova et post omnes priores accuratissima delineatio [Una nuova e finora la più precisa rappresentazione della Moravia], 1618–1627
- Didactica magna [Grande didattica], 1633–1638
- Prodromus pansophiae [L'araldo della pansofia], 1639
- Via Lucis, Vestigata & Vestiganda [La Via della Luce seguita e appropriata per essere seguita], 1641
- Schola pansophica [Scuola pansofica], 1650–1651
- Primitiae laborum scholasticorum [Gli inizi del lavoro scolastico], 1650–1651
- Opera didactica omnia [Tutte le opere didattiche], 1657
- Orbis sensualium pictus [Il mondo visibile in immagini], 1658
- De bono unitatis et ordinis disciplinaeque ac obedientiae in ecclesia recte constituta vel constituenda ecclesiae Bohemicae ad Anglicanam paraenesis cum praemissa ordinis ac disciplinae in ecclesiis Fratrum Bohemorum usitatae descriptione [Sul bene dell'unità, dell'ordine, della disciplina e dell'obbedienza nella chiesa propriamente costituita o da costituire della chiesa boema alla parenesi anglicana con la premessa della descrizione dell'ordine e della disciplina consueta nelle chiese dei Fratelli Boemi], 1660
- De rerum humanarum emendatione consultatio catholica [La consultazione universale del miglioramento degli affari umani], 1666
- Unum necessarium, scire quid sibi sit necessarium in vita et morte et post mortem [L'Unica necessità, sapere cosa è necessario per sé nella vita, nella morte e dopo la morte], 1668
- Spicilegium didacticum artium discendi ac docendi summam [Sintesi didattica delle arti dell'apprendimento e dell'insegnamento in brevi istruzioni], 1680

### Opere composte in lingua ceca
- O andělích [Gli angeli], 1615
- Retuňk proti Antikristu a svodům jeho [Discorso contro l'Anticristo e le sue seduzioni], 1617
- O starožitnostech Moravy [Sulle antichità della Moravia], 1618–1621
- Spis o rodu Žerotínů [Documento sulla famiglia Žerotín], 1618–1621
- Listové do nebe [Lettere al cielo], 1619
- Manuálník aneb jádro celé biblí svaté [Manuale o nucleo centrale dell'intera Sacra Bibbia], 1620–1623
- Přemyšlování o dokonalosti kŕesťanské [Riflessioni sulla perfezione cristiana], 1622
- Nedobytedlný hrad jméno Hospodinovo [Il castello inespugnabile del nome del Signore], 1622
- Truchlivý [Luttuoso], vol. 1, 1623
- O poezí české [Sulla poesia ceca], 1623–1626
- Truchlivý [Luttuoso], vol. 2, 1624
- O sirobě[Restare orfani], 1624
- Pres boží [Stampa di Dio], 1624
- Vidění a zjevení Kryštofa Kottera, souseda a jircháře sprotavského [Visioni e apparizioni di Kryštof Kotter, vicino e conciatore di Sprotava], 1625
- Překlad některých žalmů [Traduzione di alcuni Salmi], 1626
- Didaktika česká [Didattica ceca], 1628–1630
- Škola hrou [Recita scolastica], 1630
- Labyrint světa a ráj srdce [Il labirinto del mondo e il paradiso del cuore], 1631
- Brána jazyků otevřená [La porta sbloccata delle lingue], 1631